# Horzels
Horzels (Oestridae) zijn een familie van insecten behorende tot de orde tweevleugeligen (Diptera).
De bloedzuigende dazen (steekvliegen) en de stekende hoornaars (de grootste Nederlandse wespensoort) worden in de volksmond ook vaak horzels genoemd. Daar gaat dit artikel niet over. Echte horzels kunnen niet bijten of steken, ze hebben geen bewegende monddelen en geen angel.

## Kenmerken
Dit insect heeft een harig lichaam, slecht ontwikkelde monddelen en kleine antennen, die zijn geplaatst in kopgroeven. Ze hebben geen angel. De lichaamslengte varieert van 0,8 tot 2,5 cm.

## Leefwijze
De volwassen dieren leven niet lang en eten ook niet. De larven echter leven parasitair in zoogdieren, zoals mensen, schapen, geiten, paarden en kamelen. Als ze volgroeid zijn, worden ze uitgeniesd, maar ze kunnen zich ook door de huid naar buiten vreten en zich dan in de grond verpoppen.

## Parasitaire leefwijze
Horzels zijn schadelijk doordat de larven parasiteren in levende dieren. De enige soort die op de mens parasiteert is Dermatobia hominis uit Zuid- en Midden-Amerika. Deze horzel kan niet steken maar laat de larven door een mug transporteren naar de mensenhuid. Hier kruipt de larve meestal door het gaatje van de muggenbeet naar binnen en veroorzaakt daar myiasis.
In Nederland en België komt een twaalftal soorten voor (2005), gelijkelijk verdeeld over drie geslachten, Hypoderma, Gasterophilus en Oestrus, waarvan de larven van de eerste in de huid, van de tweede in de maag en van de derde in de neusholte van de gastheer leven.

## Voortplanting en ontwikkeling
De larven van Oestrus (ook wel dauwwormen genoemd) komen levend ter wereld en worden door de horzel in de neus van de gastheer gespoten, terwijl de horzel voor de gastheer in de lucht zweeft. De larven van de Hypoderma en Gasterophilus worden als ei op of in de huid gelegd. Of Gasterophilus-larven door de gastheer worden opgelikt of zelf hun weg naar de maag vinden is niet goed bekend. Een volgroeide larve verlaat de gastheer en verpopt zich op of in de bodem; de volwassen vliegen leven maar kort (enige weken).

## Verspreiding en leefgebied
Deze familie komt wereldwijd voor op het noordelijk halfrond en in Afrika, parasitair op zoogdieren.

## Taxonomie
De horzels zijn een familie die is verdeeld in 4 onderfamilies:
- Cuterebrinae
- Gasterophilinae (paardenhorzels)
- Hypodermatinae
- Oestrinae

Enkele bekendere soorten zijn:
- Hypoderma bovis (runderhorzel)
- Hypoderma lineatum (runderhorzel)
- Hypoderma diana (bij herten)
- Gasterophilus intestinalis (paardenhorzel)
- Oestrus ovis (schapenhorzel)
- Pharyngomyia picta (bij herten)
- Oedemagena tarandi (bij rendieren)
- Dermatobia hominis (bij de mens)

## In Nederland voorkomende soorten
- Genus: Cephenemyia
  - Cephenemyia auribarbis - (Edelherthorzel)
  - Cephenemyia stimulator - (Reeënhorzel)
- Genus: Gasterophilus
  - Gasterophilus haemorrhoidalis
  - Gasterophilus intestinalis - (Paardenhorzel)
  - Gasterophilus pecorum
- Genus: Hypoderma
  - Hypoderma bovis - (Runderbuilenhorzel)
  - Hypoderma diana
  - Hypoderma lineatum
- Genus: Oedemagena
  - Oedemagena tarandi
- Genus: Oestrus
  - Oestrus ovis - (Schapenhorzel)
- Genus: Pharyngomyia
  - Pharyngomyia picta

## Geslachten
De  geslachten met gedefinieerde pagina staan hieronder vermeld met het (globaal) aantal soorten tussen haakjes.
- Cephenemyia  (9)
- Cuterebra  (26)
- Gasterophilus  (6)
- Hypoderma Latreille, 1818 (6)
- Oestromyia  (1)
- Oestrus  (2)
- Pharyngomyia  (1)
- Portschinskia  (1)
- Przhevalskiana  (1)
- Rhinoestrus  (1)
- Suioestrus  (1)

## Trivia
- De Griekse filosoof Socrates werd ook wel "De Horzel van Athene" genoemd, wegens zijn gedrag tegen de heersende klasse.
- Iemand die voortdurend alles kritisch en alert bekijkt wordt ook wel een horzel in de pels genoemd.

## Afbeeldingen

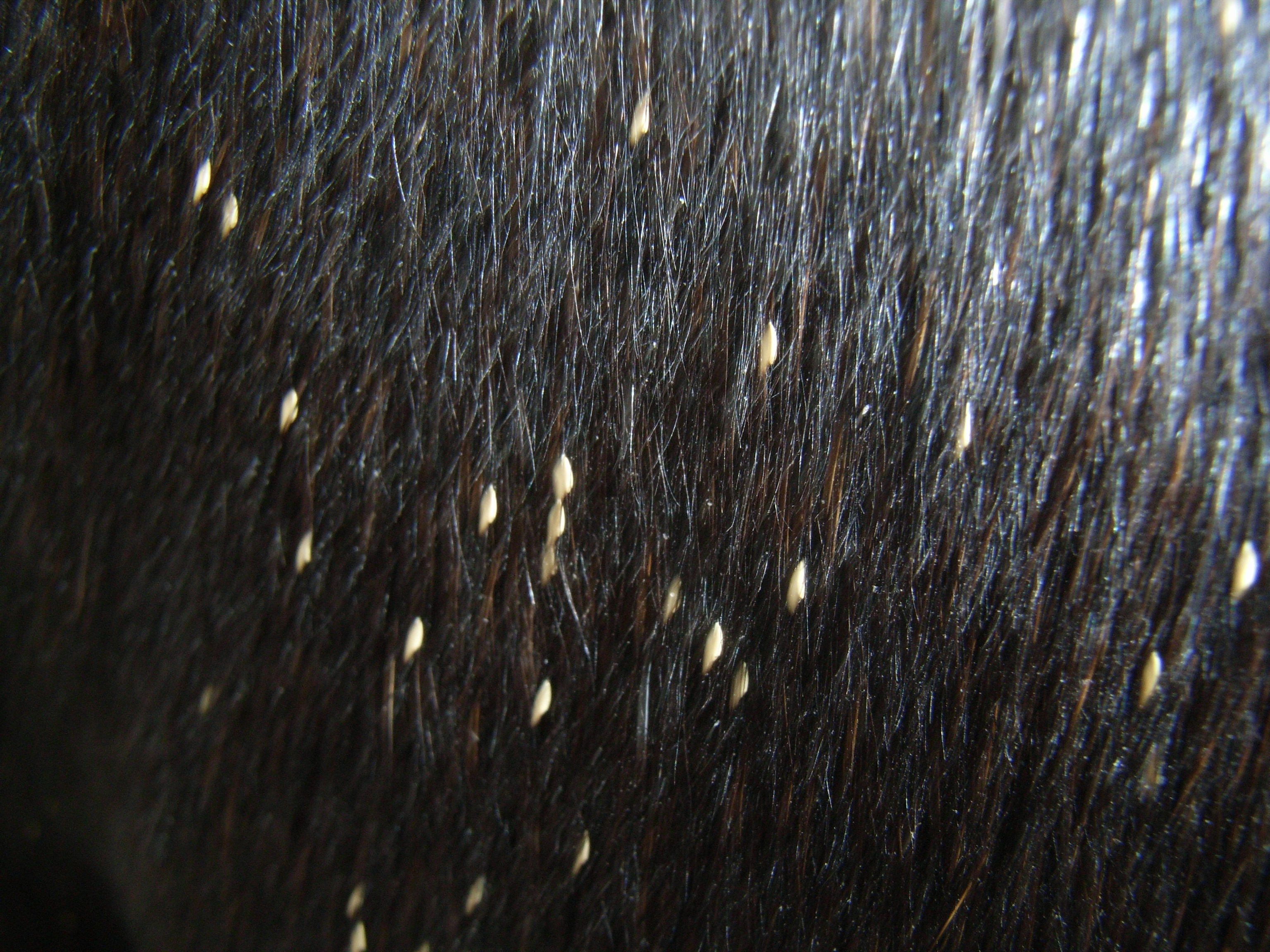
Eitjes Gasterophilus intestinalis op een paard
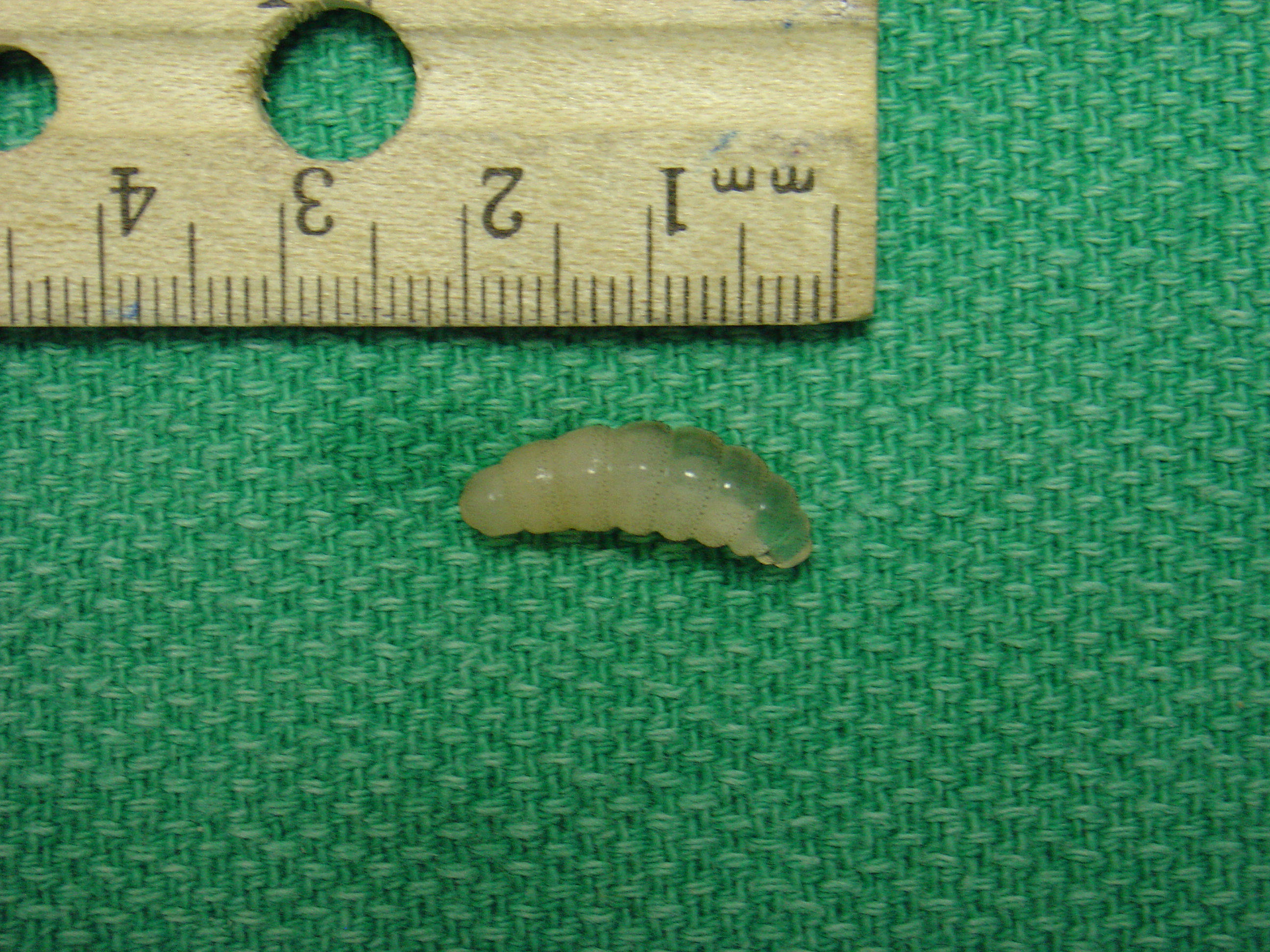
Larve Cuterebra cuniculi
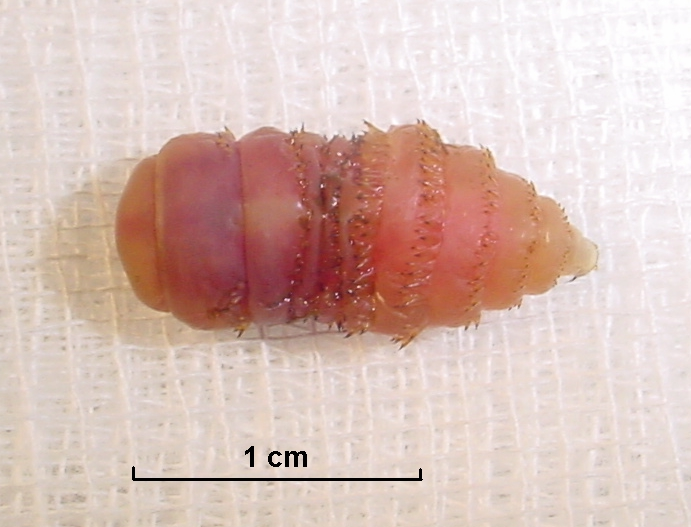
Gasterophilus intestinalis pop
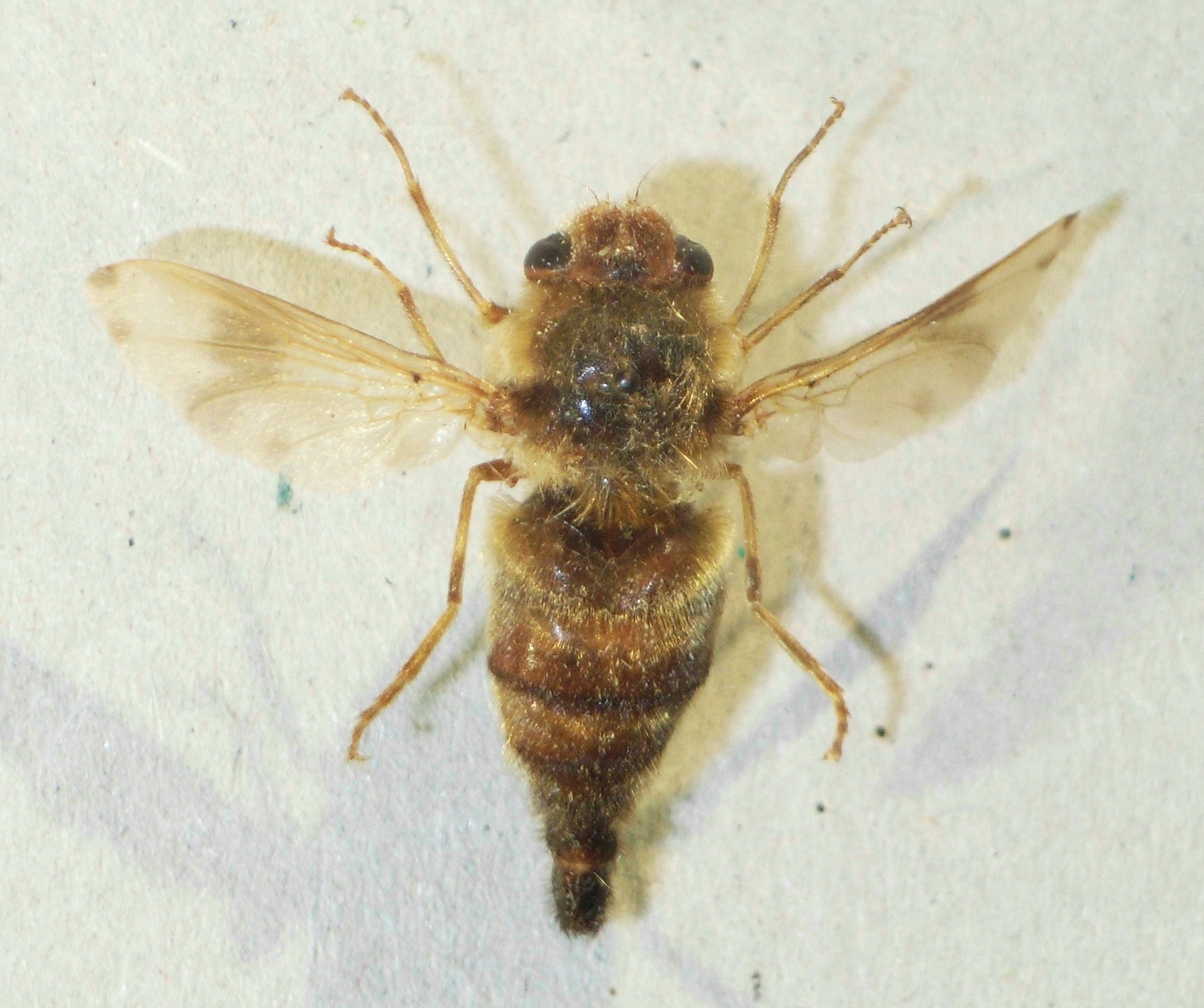
Gasterophilus intestinalis imago